# Monede euro

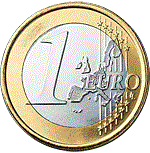
1 euro

Euro (simbol EUR sau €) este moneda comună pentru cele mai multe state din Uniunea Europeană. Monedele Euro (și bancnotele euro) au intrat în circulație pe 1 ianuarie 2002, dar anul emiterii lor poate să meargă înapoi până în anul 1999, când moneda a fost lansată oficial. Un euro este divizat în 100 de cenți.
Pentru monede există opt denominații diferite:
| Denominație        | Diametru | Grosime | Masă   | Compoziție                                             | Margine                                             |
| ------------------ | -------- | ------- | ------ | ------------------------------------------------------ | --------------------------------------------------- |
| 1 cent \| 0,01 €   | 16,25 mm | 1,67 mm | 2,30 g | Oțel cu un înveliș de cupru                            | Netedă                                              |
| 2 cenți \| 0,02 €  | 18,75 mm | 1,67 mm | 3,06 g | Oțel cu un înveliș de cupru                            | Netedă cu o canelură                                |
| 5 cenți \| 0,05 €  | 21,25 mm | 1,67 mm | 3,92 g | Oțel cu un înveliș de cupru                            | Netedă                                              |
| 10 cenți \| 0,10 € | 19,75 mm | 1,93 mm | 4,10 g | Aliaj de cupru (aur nordic)                            | Cu crestături fine                                  |
| 20 cenți \| 0,20 € | 22,25 mm | 2,14 mm | 5,74 g | Aliaj de cupru (aur nordic)                            | Netedă (cu șapte spații (Floare spaniolă))          |
| 50 cenți \| 0,50 € | 24,25 mm | 2,38 mm | 7,80 g | Aliaj de cupru (aur nordic)                            | Cu crestături fine                                  |
| 1 euro \| 1,00 €   | 23,25 mm | 2,33 mm | 7,50 g | Interior: aliaj de cupru-nichel Exterior: nichel-bronz | Șase segmente alternante, trei netede, trei zimțate |
| 2 euro \| 2,00 €   | 25,75 mm | 2,20 mm | 8,50 g | Interior: nichel-bronz Exterior: aliaj de cupru-nichel | Zimțată, inscripționată                             |

## Fețele comune
Toate monedele au pe fața comună valoarea monedei, printr-un desen realizat de designerul belgian Luc Luycx. Desenul monedelor de 1, 2 și 5 cenți ilustrează poziționarea Europei pe glob în raport cu Africa și Asia. Monedele de 10, 20 și 50 cenți, precum și cele de 1 și 2 euro prezintă fie Uniunea Europeană înainte de extinderea sa de la 1 mai 2004, fie, începând cu data de 1 ianuarie 2007, o hartă a Europei. Toate monedele conțin 12 stele în designul lor.
| Emisiunile anterioare anului 2007 | Emisiunile anterioare anului 2007 | Emisiunile anterioare anului 2007 |
| 0,01 €                            | 0,02 €                            | 0,05 €                            |
| --------------------------------- | --------------------------------- | --------------------------------- |
|                                   |                                   |                                   |
| 0,10 €                            | 0,20 €                            | 0,50 €                            |
|                                   |                                   |                                   |
| 1,00 €                            | 2,00 €                            | Simbolul euro                     |
|                                   |                                   |                                   |
| Emisiunile 2007 și ulterioare     |                                   |                                   |
| 0,10 €                            | 0,20 €                            | 0,50 €                            |
|                                   |                                   |                                   |
| 1,00 €                            | 2,00 €                            | Simbolul euro                     |
|                                   |                                   |                                   |

## Fețele naționale
Fiecare țară participantă la Euro are propriul său design pe fața națională a monedei, care variază de la prezentarea efigiei monarhului pe toate monedele (ex. Belgia) până la un desen diferit pentru fiecare monedă (ex. Italia). Totuși, cele 12 stele sunt prezente într-un fel sau altul și pe această față.
Deși nu sunt state membre ale UE, Monaco, San Marino și Vatican au de asemenea monede euro ce conțin o față națională, dar acestea nu sunt destinate circulației, ci mai degrabă colecționarilor de monede. Existența unor monede cu efigia unui lider religios (Vatican) a cauzat unele controverse în anumite țări precum Franța.
Fiecare stat are dreptul să emită anual și câte o serie de monede cu caracter comemorativ. Monedele au valoarea nominală de 2 euro și au putere de circulație.

Se mai poate emite anual și câte o monedă comemorativă suplimentară, dacă este emisă de toate statele, cu ocazia unui eveniment internațional.
În afara monedelor de circulație, au fost emise, pentru scopuri numismatice, monede cu valoarea nominală de 1/4 euro, 5 euro, 8 euro, 10 euro, 12 euro, 20 de euro, 25 de euro, 50 de euro, 100 de euro și 200 de euro, în special din metale nobile.